# Herb gminy Sadowne
Herb gminy Sadowne – symbol gminy Sadowne, autorstwa Krystyny Policzkowskiej-Gałeckiej, ustanowiony 14 sierpnia 1992.

## Wygląd i symbolika
Herb przedstawia na tarczy w polach: błękitnym, zielonym i żółtym w górnej, błękitnej części widnieje krzyż, niżej, z lewej strony na zielonym tle – kłos żyta, nawiązuje do historii osady i rolniczego charakteru gminy. Krzyż to odniesienie do erygowania parafii w Sadownem w 1524 i wybudowania kościoła na najwyższym wzniesieniu w okolicy. Kłos żyta symbolizuje rolniczy charakter gminy i patriotyczne tradycje ruchu ludowego, natomiast liść dębu – pominiki przyrody pozostałe w gminie po wykarczowanej Puszczy Kamienieckiej.